# Chrysotimus luteus
Chrysotimus luteus är en tvåvingeart som beskrevs av Charles Howard Curran 1930. Chrysotimus luteus ingår i släktet Chrysotimus och familjen styltflugor. Inga underarter finns listade i Catalogue of Life.